# Gilbert Lannoy
Pour les articles homonymes, voir Lannoy (homonymie).
Gilbert Lannoy né le 1er février 1925 à Lys-lez-Lannoy et décédé le 2 mai 2013 à Roubaix est un mycologue français. Il a été président de la Société mycologique de France de 1979 à 1986 